# A Parkműsor szereplőinek listája
Ez a szócikk a Parkműsor című rajzfilmsorozat szereplőit részletezi.

## Főszereplők
- Mordecai – Mordecai egy fiatal kék szajkó, akiben túlteng a kötelességtudat, de persze a hecc kedvéért alkalomadtán ő sem mond nemet egy kis szórakozásra. Eleinte szerelmes volt Margaretbe, s a "Meteor-smár" epizódban összejönnek, ám az "Amadeus dollárjai"-ban felveszik Margaretet egy távoli egyetemre, amely miatt szakítaniuk kell. Később összejön CJ-vel, akivel tartósabb kapcsolatot ápolt, ám a "Pont az oltár előtt"-ben egy félreértés miatt szakítanak. Mordecai imád videójátékozni és extra koffeines kávét fogyasztani.
- Rigby – Rigby egy vakmerő, kotnyeles, kissé neveletlen mosómedve. Gyakran idegesíti Bensont a parki feladatok halogatásával és hibás elvégzésével. "A napló" című részben megtudjuk, hogy jobban szereti a kukából kihalászott fánkot, mint a frissen sültet, valamint hogy tetszik neki Eileen, amikor nincs rajta szemüveg. A "Pont az oltár előtt"-ben kiderül, hogy egy ideje jár is a lánnyal, bár a lány már korábban is tett rá utalásokat, hogy tetszik neki. Rigby kedvenc helyei közé tartozik a kávézó, a VHS-kölcsönző és az Arcade-zóna.
- Benson – Benson Mordecai és Rigby főnöke, a park menedzsere. Egy élő rágógumi-automata, aki nem helyesli Mordecai és Rigby gyakori naplopását és kétbalkezes munkavégzését. Ezért rendszeresen üvöltözik velük, amit Pops nem helyesel, csak azért nem tiltja meg, mert ha Benson magába fojtja, akkor a menedzser rágógumijai lángra kapnak. Benson szerelmes volt Audrey-be, a panelházbeli szomszédjába, ám a románcnak a "Thomas igazi arca" című részben vége lett, mivel nem igazán illettek össze, főleg a nő őrült exbarátja, Chuck miatt.
- Skips – Skips egy jeti, aki az Örök Ifjúság Őreinek jóvoltából örökké él, s több mint 250 éves. Ő a legtapasztaltabb és legerősebb dolgozó a parkban, Benson helyettese. Sok mindenhez ért, egyedül a modern technológiák okoznak számára fejtörést. Legősibb ellenfelei a Halál, akivel szemben a "Túl a csúcson"-ban szkanderben aratott győzelmet, hogy visszaszerezze Rigby életét, illetve Klorgbane, a pusztító, aki "Az igazság öklei" című részben 147 év után tért vissza, ám Mordecaiék győzik le őt, mivel akkor Skips kezei megsérültek egy csemballó miatt. Folyamatosan ugrál, s ennek okát "A napló" című részben tudjuk meg: egész életében egyetlen nőt engedett a szívébe, akivel egész nap ugrált, s miután az életét vesztette, Skips megfogadta, hogy örökké ugrálni fog. A "Skips története" című epizódban fény derül arra, hogy Mona volt az egyetlen igazi szerelme, és végig követhetjük a kapcsolatukat. A "Skips újra nyeregben" című epizódban elnyerte Sheena, a modell szerelmét egy vetélkedőn, a kapcsolatuk viszont csak egy néhány napos Costa Rica-i kiruccanás erejéig tartott. Így eddig minimum két szerelme volt, akikről tudunk.
- Pops Maellard – Pops egy embernek "álcázott" nyalóka, aki mindenben csak a jót látja, kivéve talán Benson gyakori üvöltözésében, akit emiatt a "Csak semmi agresszió" című részben ki akart rúgni. Mr. Maellard fia, így amikor az távol van, hivatalosan Pops a parktulajdonos. Szabadidejében természetfotós, ebben Benson sokszor megzavarja. A szülei a széltől is óvta egész életében, így néha a legveszélyesebb dolgokat is biztonságosnak találja. A "Szörflecke" című részben elkezd szörfözni is, mivel rájön, hogy csak így válhat eggyé a természettel. "Az igazi, nem mű pankráció"-ban azt is megtudjuk, hogy fiatalkorában nagy pankrátorbajnok volt.
- Tuskó – Tuskó, igazi nevén Mitch Sorrenstein, egy sötétzöld gnóm, aki Pacsiszellem legjobb barátja. Imád a város legjobb gyorsétteremiben, például a Szárnykirályságban, a Cheesers-ben, az Ölj-Kwon-Do Pizzériában és a Hot Dögleszben bulizni. Mindennél csak Starlát imádja jobban, akivel össze is házasodik a "Pont az oltár előtt" című részben, és már korábban írt neki egy dalt. Mordecai-hoz és Rigby-hez hasonlóan szintén a parkban él, mégpedig egy rozsdás lakókocsiban, amelyet belep a hulladék, bár ez Tuskót nem zavarja. Tuskó egyik legjobb barátja Jimmy, a TV Szaküzlet raktárosa. Ha valami baj van, ő szinte mindig tud valakit, aki segíthet nekik.
- Pacsiszellem – Pacsiszellem egy fiatal kísértet, akinek egy keze van, ami a fejéből nő ki. Ezzel rendszeresen pacsizik a barátaival. Ő Tuskó legjobb barátja. Szerelmes Celiába. Szintén a lakókocsiban lakik, s legtöbbször Tuskóval dolgozik. Nem egyszer kisegítette Starla előtt. Imádja a videójátékokat és a partykat. A bátyja, Királyszellem sokkal meggondolatlanabb, korábban börtönben is ült, mivel visszaélt "szellemi" képességeivel. Annak ellenére, hogy kísértet, van árnyéka is, sőt, neki van egyedül a sorozatban.
- Thomas – Thomas a park egy korábbi dolgozója volt, Mordecai és Rigby egyik legjobb barátja, egy bakkecske. A "Pokoli kijárat" című részben jelenik meg először, mint Garrett Bobby Ferguson fiának egyik segédje. Az "Újoncnak lenni nem jó" című részben már a park dolgozójaként jelent meg, és sikeresen átverte Mordecai-t és Rigby-t, Tuskó közreműködésével. Az "Agyfagy" című epizódban elvállalja a jégkása-kihívást, amitől hibernálódik az agya. A "Thomas igazi arca" című epizódban azonban kénytelen volt elhagyni a parkot, mivel fény derült arra, hogy egy Druizik-kém. Az is kiderül, hogy valójában Nikolai-nak hívják.

## Mellékszereplők
- Margaret Smith – Margaret egy vörösbegy, aki a kávézóban dolgozik. Vidámsága miatt megtetszik Mordecai-nak, s összejönnek a "Meteor-smár" című részben. A kapcsolatuk jól működött, egyedül Margaret apja, Frank Smith nem kedvelte Mordecai-t, ám a fiú végül kibékült vele. Mordecai és Margaret kapcsolatának az "Amadeus dollárjai"-nál lett vége, mivel Margaretet felvették egy távoli egyetemre. Szakítanak ugyan, de a "Káosz a dupla randin"-ban megtudjuk, hogy Margaret újra akarta volna kezdeni.
- Eileen – Eileen egy természetkedvelő, szemüveges lány, aki Margaret segítője és legjobb barátja. Nagyon kreatív és ügyes, számtalanszor kisegítette Mordecai-t és Rigby-t. A gimnáziumban csak kiváló eredményei vannak. Már első találkozásuktól fogva szerelmes volt Rigby-be, aki ezt nem viszonozta, inkább idegesítőnek találta a lányt. Mégis, az 5. évadtól egyre többször lógnak együtt, s a "Pont az oltár előtt" című részben kiderül, hogy már járnak egy ideje.
- Halál – Halál egy kabátot hordó csontváz, maga a halál megtestesítője. Nagyon ravasz és kegyetlen, főleg, ha meg akarják vesztegetni. Az egyik részben például Tuskó úgy megsérül, hogy Halál eljön a lelkéért, ám a lelkéért cserébe Mordecai és Rigby bébiszitterkédnek Thomas-szal. Munkája elsősorban, hogy elvegye a halottak lelkét. Nagyon elfoglalt, mert van felesége is. Az egyik részben Mordecait kéri fel arra, hogy vigyázzon a fiára.
- Thomas (baba) – Thomas Halál kisfia, "a halál fia". Szülei nem tudják, hogy már több, mint 300 éves és tud beszélni, illetve azt sem, hogy csicskáztatja a bébiszitterjeit. Imádja az ijesztő mesekönyveket, még azokat is, amelyek csak felnőtteknek szólnak. Mármost, babaként is látszik, hogy jóval kegyetlenebb és gonoszabb apjánál. Az egyik részben például Mordecai-nak és CJ-nek randizás közben kell vigyáznia rá, s Thomas ezt kihasználva megpróbál mindent tönkretenni.
- Maellard úr – Maellard úr a park tulajdonosa, Pops dúsgazdag és szigorú apja. Folyton felcseréli Benson nevét, ráadásul nagyon tiszteletlenül viselkedik vele. Volt egy fehér limuzinja, amit jobban szeretett, mint a saját fiát. Ezt az "Ebéd a limóban" című részben Mordecai és Rigby tönkreteszi, s egy autós gladiátorviadalon nyernek Maellard-nak egy újat, ezt viszont a tulajdonosa teszi tönkre.
- CJ – CJ, valódi nevén Cloudy J, egy vidám felhőlány, a kávézó későbbi dolgozója, Mordecai későbbi barátnője. Az apja zseniális golfozó, CJ pedig a Villámlányok kidobóscsapat tagja. Miután Margaretet felveszik a külföldi egyetemre, összejön Mordecai-jal. A "Pont az oltár előtt" című részben mégis, Mordecai azt mondja Tuskó és Starla esküvőjén, hogy nem lehet tudni, ki is az ő igazi barátja. CJ félreérti a beszédet, s szakít Mordecai-jal.
- Starla Gutsmandottir-Sorrenstein – Starla egy duci, világoszöld gnóm, Tuskó barátnője, majd felesége. Férjéhez hasonlóan imádja a gyorséttermeket. "Az utolsó nassolás" című résztől diétázni kezd. Először a "Tuskó nője" című részben láthatjuk.

### Epizódszereplők
- Varázsló – Ő egy jelenleg ismeretlen ember, akinek varázsereje van. Rendkívül öreg, de tagja "A Varázs elemei" bowlingcsapatnak. Eredetileg övé volt a varázsszintetizátor, amit Rigby elcsent tőle.
- A Világpusztító – A Világpusztító egy digitális ördög, aki kiszabadult egy Arcade-játékból. Lánglabdákkal bombázta a parkot, végül Mordecai, Rigby és Skips győzi le.
- A Citromséf – A Citromséf egy digitális citrom-titán, akit Mordecai, Rigby és Skips idézett meg, hogy elpusztítsa a Világpusztítót. Ez végül sikerül is.
- Jimmy (1.) – Jimmy egy undok fiú, akit eddig "A székállítás gagyi" című részben láthatunk. A parkban akarta megünnepelni a születésnapját, bár ezt Mordecai és Rigby félig tönkretette.
- Tolmácsoló – A tolmácsoló egy ázsiai származású karakter, aki megjelenik a "Koffein adta koncertjegyek" című részben. Ő a Kávébab tolmácsa és segítője.
- Kávébab – Egy hatalmas kávébab, tele kávéval. Úgy tűnik, egy üzlet-"ember", aki némi pénzért kávét ad a koffeint akaró embereknek. A mellkasából kávét spriccel az ügyfeleinek. Ezt az Egyesült Királyságban kicenzúrázták, mivel ott a szoptatásra utaló célzásnak vették.
- Sensai – Sensai egy túlsúlyos harcművészeti oktató, aki az Ölj Kwon Do-val foglalkozik. Amikor Mordecai és Rigby kitépnek pár lapot az oktatási jegyzeteiből, lefokozzák, s az Ölj Kwon Do Pizzéria pénztárosa lesz. Később felfogad egy tanítványt, Jerry-Sant, aki elárulja.
- Gary – Gary, korábbi nevén Gareth, az Örök Ifjúság Őreinek hírnöke. Övé az El Camino nevű autó, amely képes repülni, áthaladni a féreglyukakon, valamint elérni a lebegő oázist, ahol az Örök Ifjúság Őrei élnek. Csillagszemei vannak, s Skips-szel közös középiskolába járt.
- Hot Dog főnök – Ő az élő hot dog virslik vezére, aki felbuzdította a virsliket, hogy bosszút álljanak elfogyasztott társaikon. Amikor Rigby leönti mustárral, felfalja magát.
- Jones – Ő a beszédesebb, szürkés-fekete hajú űrhajós. A személyi igazolványa azt mutatja, hogy 1956 május 8-án született, vagyis jelenleg már 54 éves.
- Barry – Ő a barna hajú, kevésbé beszédes űrhajós, s bajsza van. Jones-hoz hasonlóan nagyon hiszékeny, mivel elhitte, hogy Mordecai és Rigby újonc űrhajósok.
- Dr. Asinovskovich – Dr. Asinovskovich egy beteges, női űrhajós, aki az egyik vezér a városi űrhajós-állomásnak. Meglehetősen ijesztőn van ábrázolva.
- Jimmy (2.) – Jimmy az űrhajós-állomás félénk tudósa, aki az antianyagot kezeli. Lehet, hogy kirúgták, mivel Mordecai és Rigby tönkretette a munkáját.
- Telefonbetyár-király – A telefonbetyárkodás mestere, aki bárkivel bármikor képes telefonozni. Egy mobiltelefon alakú páncélzatot hord, amellyel képes utazni az időben. Mivel Mordecai és Rigby zaklatta, visszadobja őket 1982-be, de a fiúk átverik, s így visszakerülnek a jelenbe.
- Don – Don Rigby vagány, kosárlabdázó öccse, aki könyvelőként dolgozik. Magassága miatt sokan azt hiszik, hogy a mosómedvetestvérek közül ő az idősebb. Rigby ezért eleinte ki nem állhatja.
- Testépítő – A testépítő "Az elkódorgott test" fő antigolistája. Eredetileg egy izmos testépítő volt, de annyira megerőltette magát, hogy a teste elkódorgott, s a lelke egy kosárlabdába költözött be. Először el akarta tulajdonítani Rigby testét, de a mosómedve visszaszerezte tőle.
- Matt – Matt a Videó TK. dolgozója, aki beöltözött az Őrült Brit Taxinak a "Helló, Kormányzó!" című epizódban. Ezzel akarta rávenni Rigby-t, hogy hozza vissza a Helló, Kormányzó! című videókazettát.
- Az idő apja – Egy órákból épült, kalapos élőlény, aki az idő istene. "Az idő minden" című epizódban jelenik meg először, amikor Mordecai megsüti a parki ház óráit a mikrosütőben, hogy Rigby ne tudja, mikor kezdődik a randija.
- Hógolyó – Hógolyó egy jégszörnyeteg, aki azért jelent meg, mert Rigby írt róla a Parkrekordok Könyvébe, s életre kel. Miután Mordecai újból megtalálja a könyvet, beleírja, hogy a szörny felgyújtotta magát, így Hógolyó megsemmisül.
- Peeps – Peeps egy hatalmas világoszöld szemgolyó, aki mindent lát. Több rejtett szeme is van, valamint számtalan kamerája, amelyeket cégénél használ fel. Benson felbéreli, hogy figyelje a parkot, ám mivel senkire nincs jó hatással, el akarja küldeni. Miután Mordecai-jal kiáll egy szemezőversenyt, Rigby egy lézertollal kiégeti a szemét, és megvakul.
- Iacedrom – Egy kék szajkó, aki a beszédmondást utálók világában él, Mordecai mása. Neve a Mordecai visszafelé.
- Ygbir – Egy mosómedve, aki a beszédmondást utálók világában él, Rigby mása. Neve a Rigby visszafelé lenne, de egy hiba miatt a b és g fel van cserélve.
- John Sorrenstein – John Tuskó bátyja, aki egy kamionsofőr. Tuskótól eltérően ő nem gnóm, hanem ember. Öccséhez hasonlóan imád kiszúrni más emberekkel, illetve kínos helyzetbe hozni őket.
- Bobby – Bobby Tuskó egyik barna bőrű, izmos barátja. Nagyon szigorú, de látszólag nem igazán erőszakos. Úgy tűnik, több munkája is van: "A mamám" című részben a faiskola dolgozója, a "Viszlát a partin" és a "Pont az oltár előtt" című részben pedig biztonsági őr.
- Garrett Bobby Ferguson – Garett Bobby Ferguson, röviden G.B.F., a "Csonttörő" Arcade-játék egykori rekordere. Rigby a Grizzlyszőrös Bal-Fék gúnynevet aggatta rá. Sokáig ő tartotta a Világrekordot, ám Mordecai és Rigby lekörözte. Sőt, elvették előle nagy vágyát, a Világegyetem-rekordot is.
- Jack Farley – Jack Farley egy üzletember, akit a "Tiszteld a rekordert!" című epizódban láthatunk. Kihívta Mordecai-t és Rigby-t egy Csonttörő-párbajra, de elvesztette. Ennek eredményeként, Jack elismerte, hogy "jobban játszanak, mint amilyennek látszanak", s adott a duónak egy kártyát, amin az áll, hogy "Jack Farley maguk félelmetesek".
- Simon – Az egyik fiatal játékos. Nagyon tapasztalt a Csonttörőben. Először szemétkedik Mordecai-ékkal, de a duó legyőzi őt és Mikey-t.
- Mikey – A másik fiatal játékos. Nagyon tapasztalt a Csonttörőben. Először szemétkedik Mordecai-ékkal, de azok legyőzi őt és Simont.
- Haver – Ő egy szürke pulóvert és fehér keretű napszemüveget hordó srác, aki imád a játékgépeken versenyezni. Sok más játékoshoz hasonlóan ő is versenybe száll Mordecai-ékkal a Csonttörőben. Később még számtalan epizódban megjelenik.
- Kalapács – Ő egy elektronikus fantom, aki kiszabadul a Kombó-Duó című videójátékból. Gyenge pontja a bútorok, ezt használva Mordecai-ék sikeresen elpusztítják.
- Jimmy (3.) – Jimmy a TV-s áruház korábbi raktárosa, Tuskó egyik haverja. Főnöke kirúgta, mivel ingyen odaadott Mordecai-nak és Rigby-nek egy fekete-fehér tévét. Később, mikor elmegy a parki házba, a Kalapács szétlövi az energialabdájával.
- Peter Hermanverfal – Peter Hermanverfal, művésznevén Party Pete, egy német akcentusú férfi. Kiváló hangulatfokozása miatt a Party Host buliszervező iroda elrabolta, s klónozta. Végül a "Party Benson" című részben Mordecai-ék kiszabadítják.
- VG – VG a Videó TK. dolgozója, Matt és Dave mellett. Először "Az Agytörlő" című részben láthatjuk, amikor látszólag teljesen kómába esik a "Bolygó Fogó Kiváló Csillagfény" című animétől. "Az én TV-m"-ben látszólag megölték az RGB2 rajongók, de a "Skips újra nyeregben" epizódban megjelenik a társkereső műsorban, nézőként.
- Susan – Susan a park ideiglenes vezetője az "Egy csónakban" című részben, mivel Maellard úr lefokozta Bensont. Sokkal szigorúbb, mint elődje, s mikor az direkt szemétkedik vele, a nő egy őrült óriássá változik.
- Leon – Leon egy hajléktalan karakter, akit az "Egy csónakban" című epizódban láthatunk. Maellard úr limuzinjával tönkreteszi az Óriás Susan magassarkúját, de a nő így eltapossa.
- Játék üzletvezető – Ő a városi játékbolt lovagnak öltözött vezetője, valamint az egyetlen ember, aki jónak tartja az Út Darthonba társasjátékot. Amikor Mordecai és Rigby visszaviszik neki a játékot, nem ad nekik visszatérítést.
- Summerstime dal – Ez egy béna, de fülbemászó dal, amely átváltozott egy élő zenei kazettává. Mordecai és Rigby egy még rosszabb dalt ír, amellyel megsemmisítik.
- Sir Gabelthorp – Sir Gabelthorp egy őrült lovag, aki penészes matracokból akart várat építeni magának a parkban. Mordecai-éknak kell lebontania. Az "Ace Baltazar él!" című epizódban azt hiszik róla, hogy az a korábban eltűnt Ace Baltazar, s meg akarják tanítani, hogyan viselkedik a törő-zúzó rocker.
- Doug Shablowski – Doug egy aljas vidra, akinek az a taktikája, hogy beáll valahova dolgozni, szép lassan felveszi főnöke alakját, majd kidobatja azt. Amikor Rigby felveszi a segítőjének, ugyanezt akarja csinálja, de Skips és Mordecai felismeri az igazit, s Doug-ot bebörtönzik.
- Vagány-szellem – Vagány-szellem Pacsiszellem bátyja, aki nagyon meggondolatlan. Kinézetileg kevésbé hasonlít Pacsiszellemhez, csak abban, hogy Vagány-szellemnek van arcszőrzete és két keze. Úgy tűnik, hogy már börtönben is ült.
- Pacsiszellem apja – Ő egy idős kísértet, akinek Pacsiszellemhez hasonlóan egy keze van. Először a "Viszlát a partin" című részben láthatjuk, amikor orvosnak tettette magát, hogy megtréfálja Mordecai-t és Rigby-t.
- Howard Fightington – Howard "Hellion" Fightington egy nagyon bevethető, és igen ügyes zombi, például egy ütéssel kiütötte Skips-et a "Zombitest testközelből" című epizódban.
- Dave (1.) – Dave a Videó TK. dolgozója. Úgy tűnik, imádja a horrorisztikus filmeket, különösen a Zombicalypse-t. Mordecai és Rigby barátja.
- Négykarú Armageddon – Ez egy négykarú, őrült pankrátor, akit "Az igazi, nem mű pankráció" című részben láthatunk. Nagyon megsértődik, amikor Mordecai-ék azt mondják, hogy a pankráció műbunyó, s összecsap velük egy pankrátorfutamban. Végül Pops győzi le őt.
- Nagy Fej – Nagy Fej egy pankrátor, akit Pops elgázolt a Városi Aréna felé menet. A versenyszervezők összecserélték Popst Nagy Fejjel, így Pops a pankrátor neve alatt versenyzett. Nagy Fej ekkor megfogadta, hogy egyszer bosszút fog állni ezért, amit egy későbbi epizódban meg is próbált, de nem sikerült neki.
- Éjjeli bagoly – Az éjjeli bagoly egy eszement ember, aki egy "bagolykodós" versenyt rendezett. A fennmaradó versenyzőket – Mordecai-t, Rigby-t, Tuskót és Pacsiszellemet – lefagyasztotta, s a jövőben múzeumi tárggyá tette őket. Amikor a fiúk kiszabadulnak, legyőzik a baglyot, s visszatérnek a jelenbe.
- Szuper kiskacsák – Látszólag átlagos kiskacsák, akiket Mordecai és Rigby talált a park egyik szökőkútjában. Megtanulták Mordecai-ék legfőbb szokásait. Először ellopta őket egy mániákus alak, de Mordecai-ék visszaszerezték, s át adták a szintén civilizált kacsamamának. Később Mordecai-ékkal legyőztek egy csapat gonosz vadlibát.
- Szuper kacsamama – Ő a kiskacsák mamája és legfőbb szövetségese. Nagyon elszánt és szigorú, ha eltűnik egy csemetéje, addig nem nyugszik, míg meg nem találja. Utálja Bensont, mivel az gyakran sértegeti Mordecai-t és Rigby-t, akik megmentették a kiskacsákat.
- Kacsagyűjtő – Ez egy mániákus alak, aki meg akarta vásárolni a kacsákat. Miután Mordecaiék nem bíztak benne, s vissza akarták vinni a kacsamamának, a kacsagyűjtő fickó ellopta őket, de a duó megállította, s visszaadta a kacsákat a mamájuknak.
- Állatmenhely recepciósa – Ő egy göndör hajú fiatalember, aki bejegyzi a menhely eseményeit. Mordecai és Rigby először be akarja adni a kacsákat, de azok megvernek egy kutyát és karate aprítással szétverik egy kerti kígyó terráriumát és feldarabolja az állatot. Ezt látva a recepciós visszautasította a duót, mondván, hogy nem fogadnak vadállatokat.
- Fekete lyuk szörny – Ez egy zöld, szőrös szörny, aki azért kelt életre, mert Mordecai és Rigby versenyzett Pops kidobásra szánt kanapéja miatt.
- Az internet gondnoka – Az internet gondnoka egy nagy számítógép-monitor, amely egy idős hölgy fényképét jeleníti meg. A világháló azon részén tevékenykedik, ahol a vírusos videók feltöltői raboskodnak. Olyan embereket börtönöz be, akik nem tudományos célokra használják az internetet, hanem szórakoznak vele. Mordecai-ék és Pops is idekerül egy humoros videó feltöltéséért, de végül legyőzik a gondnokot.
- Meglepetés nindzsa – Ez egy szórakoztató fickó, aki véletlenszerűen szívatott meg embereket. Miután Mordecai, Rigby és Pops az internet-börtönbe kerültek, a szökésükért előhívják a videójából. A nindzsa feláldozta az életét, hogy legyőzze az internet gondnokát, ami sikeresen teljesül is.
- Vérborz – A vérborz egy érzékeny és bosszús borz, aki nem szereti, ha sértegetik a bűze miatt. Ilyenkor bosszúból megfertőzi a bántalmazót, s az lassan szintén vérborzzá alakul.
- Carrey O'Key – Carrey O'Key a városi karaoke-bár menedzsere. Miután Mordecai és Rigby énekelt egy sértő dalt a park személyzetéről, le akarja adni a nyilvánosság előtt, amit a duónak meg kell akadályoznia.
- Chong – Chong egy hokiasztal-bajnok, aki nagyon könyörtelen és barátságtalan a versenytársaival. Egykor Benson riválisa volt, mivel a menedzser korábban a Halál Sárkány nevű hokijátékosként volt ismert. Miután Mordecai, Rigby és Benson legyőzték egy hokiasztal-bajnokságon, Chong megbukott.
- Dave (2.) – Dave egy élő rágógumi-automata volt, Benson régi csapattársa az asztali hoki-bajnokságon. A parkmenedzserrel ellentétben ő nem lila, hanem narancssárga rágógumival volt tele. Meghalt, amikor az egyik bajnokságon Chong lenyisszantotta a fejét a hokiasztal botjaival.
- Szőkék bandája – A szőkék bandája szőke hajú férfiakból áll, akik kicsit ellenszenvesen bánnak a más hajszínű emberekkel. Egy alkalommal Mordecai is csatlakozott hozzájuk, hogy ezzel átverje Rigby-t.
- Percy – Percy egy viktoriánus játékbaba, aki Pops gyermekkori játszótársa volt. Életre kel, s megszállottan bizonygatni kezdi, hogy ő élő baba. Végül megtámadja Pops-ékat, akik legyőzik őt.
- Koponya Puncs – Ez egy őrült zenekar, amelynek tagjai Harold, Nigel és Archie. Egy egykori brit haevy metal zenekar volt, amely visszatért kísértetként. Azért haltak meg, mert a lakókocsijuk belezuhant egy gödörbe. Miután visszatértek, elkezdenek portyázni egy lakókocsi-parkban.
- Scottie – Scottie felelős a parki szakadékért. Úgy tűnik, rendkívül lusta. Az emberek fellázadnak ellene, mivel számtalan baleset történt a gödör miatt.
- Halloween-i Varázsló – A Halloween-i Varázsló egy kísértet járta kastélyban lakik.
- Szarvas-ember – Ez egy szarvas hibrid, akinek a gyámja az erdő és ki nem állhatja a betolakodókat. Van egy íja és néhány nyila. Amikor Mordecai, Rigby, Margaret és Eileen az erdő tiltott részén táborozik, a szarvas-ember megtámadja őket. Mordecai-ék végül legyőzik, s a vadőrök elviszik.
- Kosárlabdaisten – A kosárlabdaisten egy humanoid istenség, akinek egy kosárlabda az arca. Van egy speciális sportautója, amivel képes utazni az űrben. A "Zsákolj!" című epizódban a Földre érkezik, hogy megtanítsa Mordecai-ékat kosárlabdázni, hogy legyőzhessék Tuskót és Pacsiszellemet.
- Király Vagányszky – Király Vagánszky a Coolossági Törvények bírója. Először akkor láthatjuk, amikor Mordecai és Rigby túl királyosak lettek, s ezért a Királysági Bíróságra kerülnek.
- Nincs szabály ember – Ő egy kissé megszállott ember, aki egy olyan helyről származik, ahol nincsenek szabályok. Amikor Mordecai és Rigby megelégeli a parki házirendet, ők is idejöttek, ám megunták, hogy mindenki kiszúrt velük, s tönkreteszik a helyet.
- Alpha-Dog – Alpha-Dog egy tinédzser fiú, aki kiválóan rappel. Amikor Pops is rappelni kezd, megveti a nyalókaembert, de az végül legyőzi egy rappárbajban.
- Trash – Trash egy nő, akinek Mordecai és Rigby meg akarta szerezni a telefonszámát, hogy ezzel nyerjenek egy fogadáson, amit Margarettel és Eileen-nal kötöttek. Trash és Scabitha ezt azonban csak azért csinálták, hogy féltékennyé tegyék riválisaikat, Manslaughter-t és Bloodshed-et.
- Scabitha – Trash egy nő, akinek Mordecai és Rigby meg akarta szerezni a telefonszámát, hogy ezzel nyerjenek egy fogadáson, amit Margarettel és Eileen-nal kötöttek. Trash és Scabitha ezt azonban csak azért csinálták, hogy féltékennyé tegyék riválisaikat, Manslaughter-t és Bloodshed-et.
- Manslaughter – Manslaughter egy vad fickó, Bloodshed barátja. A "Verdázva" című epizódban, mikor látták, hogy exbarátnőik beszállnak Mordecai és Rigby autójába, a féltékenység miatt megtámadják őket.
- Bloodshed – Bloodshed egy vad fickó, Manslaughter barátja. A "Verdázva" című epizódban, mikor látták, hogy exbarátnőik beszállnak Mordecai és Rigby autójába, a féltékenység miatt megtámadják őket.
- Parkpingáló – A parkpingáló egy fiatal graffitiművész, aki különböző képeket graffitizik a park tulajdonaira. Mordecai-ék először Tuskóra gyanakszanak, s Benson ki is rúgja, de végül Mordecai és Rigby megtalálják a parkpingálót, majd igazolják Tuskó ártatlanságát.
- Audrey – Audrey Benson exbarátnője, valamint szomszédja a panelházban. Eleinte remek kapcsolatban voltak, ám ez nem ment zökkenőmentesen, például Chuck számtalanszor gonoszkodott Benson-nal. A "Thomas igazi arca" című részben kiderül, hogy szakítottak.
- Chuck – Chuck Audrey őrült exbarátja. "A Benson-buli" című epizódban kiáll Bensonnal a csípős paprika kihíváson. Eleinte Chuck áll nyerésre, de Mordecai, Rigby és Benson lekörözik.
- Warlock – Warlock egy férfi boszorkánymester, akinek feladata, hogy összehozzák az embereket a balszerencsével.
- Techmo – Techmo egy számítástechnikus és feltaláló. Egy humanoid kiborg, aki Skips ismerőse. Egyik szeme és karja mechanikus. Korábban egy Samson nevű ember volt, de direkt kiborggá módosította magát. Imádja a kemény zenét.
- Doom Ma Geddon – Doom Ma Geddon, közismert nevén A 220-as Hiba, egy számítógépes vírus. Úgy fest, mint egy bakteriofág, egy valódi vírus. Akkor kelt életre, mikor Mordecai és Rigby bevírusozta a park számítógépét. Végül a duó, Sips és Techmo legyőzte őt.
- Grántotta pincér – Ő a városi étterem speciális pincére, akinek feladata, hogy a Grántotta kihívásra vállalkozó embereknek odaadja a rántotta adagot és méri az idejét. Amikor Mordecai – Rigby helyett – vállalkozik a kihívásra, eleinte meg akarja akadályozni, de Mordecai kiállja a próbát.
- Johnathan Kimble – Johnathan Kimble a park egykori túlsúlyos, kaukázusi kertésze volt. Minden vágya az volt, hogy teljesítse a Grántotta kihívást, a sok gyakorlás miatt hízott el. Kimble-nek sikerül is, ám a végén a hibás, papíranyagú koronát választja ki, ezért meghal.
- Grántottás lovag – A Grántottás lovagot először a rántottás evőverseny végén, a purgatóriumban láthatjuk, ahol a bekerülő embereket arra utasítja, hogy keressék meg a megfelelő kamionos sapkát, vagy meghal. Később megjelenik még számos epizódban, "A garázsajtó" című részben már a barkácsáruház eladójaként láthatjuk.
- Filbert és Mulligan – Filbert és Mulligan a Havi Mami magazin dolgozói. Felvették pocakmodellnek Tuskót, mondván, hogy "egy terhes nő pocakjánál nincs szebb látvány", s Tuskó hasa nagyban hasonlít rá. Tuskó végül felmondott, mivel csak azért vállalkozott rá, hogy megtudja, milyen lenne nélküle a park.
- Olajszörnyeteg – Az olajszörnyeteg egy olajtestű óriás. Amikor a parkban Tuskót be akarták avatni pocakmodellnek, a kobold őrjöngésből mindent beledobált az izzó olajba, amelyből életre kel az olajszörnyeteg. Nem tudni, mi lett vele, valószínűleg a tűzoltók elbántak vele.
- S.W.A.T. Csoport – A kommandósokat "A nagy nyertes" című epizódban láthatjuk. Miután Tuskó rájön, hogy a lottós sorsjegy, amit Mordecai-ék adtak neki születésnapjára, tombolni kezd, s a kommandósoknak kell elkapnia.
- Ajay Maldonaldo – Ajay Maldonaldo az Univerzum Hamburgerbüféjének főszakácsa. Ő készíti el a jobbnál jobb hamburgereket, amelyek száz évente kaphatóak a Földön, mivel ez egy interdimenzionális büfé. Karja tele van különféle tetoválásokkal.
- Jeremy – Jeremy egy strucc. Korábban az volt a célja, hogy átvegye Mordecai helyét a parkban. Sokkal komolyabb, mint Mordecai, ezért Benson szívesen lecserélte volna. Mégis, Mordecai szabotálta a munkáját, amelytől Jeremy elutasítja az állásajánlatot.
- Chad – Chad egy oposszum. Korábban az volt a célja, hogy átvegye Rigby helyét a parkban. Sokkal komolyabb, mint Rigby, ezért Benson szívesen lecserélte volna. Mégis, Rigby szabotálta a munkáját, amelytől Chad elutasítja az állásajánlatot.
- Az Inger – Az Inger, illetve Azinger, egy rocksztár, aki attól lett sikeres, hogy a nevét Azingerre változtatta. Rigby a példáját követve felvette a Kukaladik nevet, amitől a jövőben híresebb, mint Az Inger. Ezért a rocksztár meg akarta ölni, ám a mosómedve visszaváltoztatta a nevét Rigby-re.
- Klorgbane – Klorgbane, a pusztító, egy fekete köpenyű, gonosz óriásbébi. Ő korábban Az Örök Ifjúság Őrzőinek egyik tagja volt, de elárulta őket. Az egyik részben 157 év után visszatért, hogy megtámadja őket, akkor Skips védte meg őket. Legutoljára Mordecai és Rigby küzdött vele az igazság ökleivel – mivel Skips-nek eltörtek az ujjai a csemballó fedelétől – ,s ekkor látszólag végleg eltűnt.
- Motoros srác – A motoros srácot a "Csak egy kis vezetés!" című részben láthatjuk. Miután Mordecai és Rigby megszöknek Benson elől az autójával, Benson megveszi a srác motorját, s üldözőbe veszi a fiúkat.
- Ladonna – Ladonna egy klubtulajdonos, akit a "Belépni tilos!" című részben láthatunk.
- Tuskó papa – Tuskó papa Tuskó apukája. Tuskónak eleinte azzal hencegett, hogy ő egy kiváló kamionos, pedig valójában egy targonca üzemeltető volt. Imádott tréfálkozni a kamionosokkal, véletlenszerűen.
- Bert Coleman – Bert Coleman egy őrült műsorvezető, akinek szokása, hogy véletlenszerűen választ ki embereket, próbára teszi őket arról a dologról, amivel az ember foglalkozik, s ha hibásan válaszol, hazugnak nevezi és megalázza a nemzeti televízión. Rigby-vel is ezt tette, ám az később újra kiállt a próbán, s így legyőzte Colemant.
- Cody – Cody a Szakértő vagy hazug? című műsor gyakornoka volt Bert Coleman haláláig. Miután Rigby-t megalázták a TV-ben, és a mosómedve vissza akart vágni, Cody segített neki és Benson-nak megtalálni a Szakértő vagy hazug? következő témáját.

## Magyar hangok

### Főszereplők / Mellékszereplők
- Mordecai: Rajkai Zoltán
- Rigby: Csőre Gábor
- Benson: Markovics Tamás
- Skips: Faragó András
- Pops: Seszták Szabolcs
- Tuskó: Bolla Róbert
- Pacsiszellem: Faragó József
- Thomas: Vári Attila
- Margaret: Kiss Eszter
- Eilenn: Dögei Éva
- Halál: Barabás Kiss Zoltán (1. hang), Bácskai János (2. hang), Varga Gábor (3. hang)
- Thomas (baba): Papucsek Vilmos
- Maellard úr: Pálfai Péter
- CJ: Ősi Ildikó
- Starla: Kokas Piroska

### Epizódszereplők
- Tolmácsoló: Bodrogi Attila (1. hang), Holl Nándor (2. hang)
- Chance Sureshot: Barabás Kiss Zoltán (1. Hang), Dézsy Szabó Gábor (2. hang)
- Fogpiszkás Sally: Nádasi Veronika
- Recap robot: Joó Gábor
- Kávébab: Galbenisz Tomasz
- Sensai: Bácskai János
- Gary: Maday Gábor (1. hang), Pál Tamás (2. hang)
- Hot dog főnök: Sótonyi Gábor
- Jones: Barbinek Péter
- Jimmy (antianyag-kezelő): Pipó László
- Telefonbetyár-király: Varga Rókus
- Don: Renácz Zoltán
- Testépítő: Csankó Zoltán
- Az idő apja: Vass Gábor
- Peeps: Barbinek Péter
- Iacedrom: Láng Balázs
- Ygbir: Vári Attila
- John Sorrenstein: Bácskai János
- Bobby: Sótonyi Gábor
- Garrett Bobby Ferguson: Barabás Kiss Zoltán
- Jack Farley: Barbibek Péter
- Simon: Berkes Bence
- Mikey: Baráth István
- Haver: Pipó László
- Party Pete: Juhász Zoltán
- Susan: Ősi Ildikó
- Doug: Kossuth Gábor
- Vagányszellem: Kossuth Gábor (1. hang), Czető Roland (2. hang)
- Pacsiszellem apja: Orosz István
- Dave: Kossuth Gábor (1. hang), Baráth István (2. hang)
- Éjjeli bagoly: Magyar Bálint
- Szuper kiskacsák: Pavletits Béla
- Állatmenhely recepciósa: Kossuth Gábor
- Az internet gondnoka: Kökényessy Ági
- Vérborz: Renácz Zoltán
- Dave (2.): Baráth István
- Szőkevezér: Barabás Kiss Zoltán
- Szarvas-ember: Renácz Zoltán
- Kosárlabdaisten: Pál Tamás
- Nincs szabály ember: Varga Rókus
- Alpha-Dog: Szabó Máté
- Parkpingáló: Maday Gábor
- Techmo: Barabás Kiss Zoltán
- Grántotta pincér: Csuha Lajos
- Grántotta lovag: Várday Zoltán
- Az Inger: Magyar Bálint
- Klorgbane: Bognár Tamás
- Motoros srác: Kapácsy Miklós
- Tuskó papa: Orosz István
- Bert Coleman: Galbenisz Tomasz